# Юнкерские училища
Юнкерские училища — военно-учебные заведения для подготовки нижних чинов пехоты, кавалерии и казаков к офицерскому званию для службы в Русских гвардии и армии Российской империи.
Юнкерские училища как военно-учебные заведения, были учреждены с 1864 года, в местах постоянного пребывания окружных штабов с подчинением их начальникам этих штабов и служили они для подготовки офицеров в пополнение недостаточного их количества, подготовляемого военными училищами. Постоянным источником пополнения для юнкерских училищ служили организованные около времени их открытия военные прогимназии. В Российской империи были пехотные, кавалерийские и казачьи юнкерские училища. На конец XIX столетия пехотные юнкерские училища существовали в Петербурге, Вильне, Киеве, Одессе, Чугуеве, Москве, Казани, Тифлисе, Иркутске, Риге, кавалерийские юнкерские училища — в Елисаветграде и Твери, казачьи — в Новочеркасске, Ставрополе и Оренбурге.

## Юнкерские (юридические) школы
С первых дней своего правления Павел I обратился к реставрированию учреждённых ещё Петром I юнкерских школ при Сенате на прежних основаниях, мотивируя это необходимостью для службы. В связи с этим 1 января 1797 года вышел его указ, данный Сенату, которым предписывалось при департаментах Сената в Санкт-Петербурге и Москве и во всех коллегиях (исключая адмиралтейскую и военную) восстановить «определение и обучение» юнкеров; 14 января 1797 года был издан доклад генерал-прокурора князя А. Б. Куракина «Об учреждении школы при Канцелярии Санктпетербургских департаментов Сената для обучения Юнкеров», в котором указывалось, что в школы могли приниматься только дворянские дети, возрастом от двенадцати лет; первая юнкерская школа была открыта уже 22 февраля. Главным предметом обучения предполагалась юриспруденция. Гражданские законы изучались как на теоретическом уровне, так и на практике. Для этого обучаемые под руководством учителя, специально составляли прошения. Для управления школой назначался инспектор из числа старших учителей, за которым в свою очередь наблюдал назначенный генерал-прокурором сенатский чиновник. Учащиеся получали жалованье в размере ста рублей в год. Успешные ученики спустя два года производились в коллегии-юнкеры четырнадцатого класса Табели о рангах. Первые выпускники направлялись на службу в Сенат и коллегии. Н. И. Греч, обучавшийся в такой школе юнкеров указал, что в ней «учили немногому, но учили добросовестно и основательно». В апреле 1798 года по указу  Павла I было запрещено обучаться за границей в любых образовательных учреждениях; в то время в Лейпциге таких студентов было тридцать шесть человек, в Йене — шестьдесят пять. В июне 1798 года появилось требование, чтобы в течение двух месяцев все российскоподданные юноши, обучающие за пределами России, вернулись на родину; при этом появился ещё и указ о конфискации имений в пользу казны. Впоследствии петербургское юнкерское юридическое училище было преобразовано в Императорское училище правоведения.

## Военные юнкерские училища
До середины 1860-х годов военно-учебные заведения давали лишь около трети от всего числа офицеров, необходимого для российской армии, а потому корпус офицеров большей частью комплектовался производством вольноопределяющихся и унтер-офицеров, прослуживших определённый срок и выдержавших весьма лёгкий экзамен.
Неудовлетворительность подготовки этой части офицеров выяснилась ещё до Крымской войны 1853—1856 гг., и тогда же при некоторых штабах, по частному почину военных начальников, были открыты юнкерские школы.
По окончании Крымской войны было предположено устроить юнкерские школы во всех армейских корпусах, но, за недостатком денежных средств и неудобством организации военно-учебных заведений при корпусных штабах, передвигавшихся вместе с войсками с места на место, таких школ было открыто всего три.
Только с преобразованием старших классов кадетских корпусов в военные училища, в 1864—1865 гг. стали открываться окружные юнкерские училища во вновь образованных военных округах. Одним из первых было открыто Виленское пехотное юнкерское училище.
В юнкерские училища принимались нижние чины всех сословий и исповеданий (кроме иудейского), при удостаивании их к тому непосредственным начальством. Курс в училищах продолжался два года, причём имевшие аттестаты об окончании средних учебных заведений (7- и 8-классных гимназий и реальных училищ) могли поступать прямо в старший класс, но большинство поступало в младший класс или с поверочным экзаменом по русскому языку (прошедшие 6 классов средних учебных заведений), или с экзаменом по особым облегчённым программам (не имеющие этого ценза).
Прохождение курса юнкерских училищ было сделано обязательным для всех вольноопределяющихся (а с 1875 года — и жеребьевых), желавших приобрести право на производство в офицеры, и с 1868 года было прекращено производство нижних чинов в офицеры за выслугу лет.
Окончившие курс выпускались в свои полки подпрапорщиками, эстандарт-юнкерами и подхорунжими и производились в офицеры не иначе как по удостаиванию непосредственного начальства: отнесенные по успехам в науках к I разряду производились в офицеры в самый год выпуска из училища, после лагерных сборов, причём в случае неимения вакансий в своем полку могли быть переведены в другие полки; отнесенные ко II разряду производились в офицеры не ранее как в следующем за выпуском году, так же не иначе как на вакансии, причём при производстве разрешалось переводить в другие части только тех из них, которые имели образование не ниже среднего. В общем числе оканчивающих юнкерские училища выпускаемые по I разряду составляли весьма незначительный процент, а большинство выпускаемых по II разряду не имели требуемого образовательного ценза и долгие годы ожидали в звании подпрапорщика производства в офицеры на вакансии в своей части, достигая чина прапорщика (впоследствии подпоручика) тогда, когда их сверстники по выпуску из военных училищ успевали далеко уйти вперед по пути служебной карьеры.
Если своей служебной подготовкой и знанием быта нижних чинов выпускаемые из юнкерских училищ подпрапорщики большей частью и превосходили офицеров, окончивших курс военных училищ, то по своему общему образованию и теоретической военной подготовке они значительно им уступали, вследствие чего в пехотных и кавалерийских войсках состав офицеров распадался на две группы — окончивших военные и юнкерские училища; последние назначались на ответственные должности командиров отдельных частей сравнительно редко и обыкновенно заканчивали свою карьеру чином подполковника.
В начале XX века для устранения этой неоднородности в составе корпуса офицеров и для улучшения вообще подготовки офицеров учреждены новые училища — московское и киевское пехотные (в 1900 г.) и елизаветградское кавалерийское (в 1902 г.), для молодых людей с высшим и средним общим образованием; расширены штаты военных училищ, назначенных впредь исключительно для воспитанников кадетских корпусов (число корпусов значительно увеличено, а штаты их расширены), наконец, в 1901 г. преобразованы все окружные юнкерские училища.

Виленское военное училище

По положению на 5 июня 1901 года имелось семь пехотных (петербургское, виленское, тифлисское, одесское, казанское, чугуевское и иркутское), одно кавалерийское (тверское) и три казачьих (новочеркасское, ставропольское и оренбургское) юнкерских училищ, причём они более не назывались окружными; в каждом училище положено по штату от ста (в иркутском) до четырёхсот (в петербургском, виленском и тифлисском) юнкеров, которые делятся в строевом отношении на роты, эскадроны и сотни.
Учебный курс увеличился до трёх лет и делился на три класса — один общий и два специальных. К приёму в училища допускались:
1. молодые люди всех сословий, достигшие 16-летнего возраста и имеющие право поступить на службу вольноопределяющимися
2. нижние чины всех сословий, удостоенные начальством.

В общий класс принимались: не окончившие курса 6 классов гимназий и реальных училищ, по держании приемного экзамена по особым программам из курса шести классов, а окончившие шесть классов, но не имеющие права на поступление в военные училища (где требуется окончание полного курса), — с экзаменом по русскому языку; в первый специальный класс принимаются: без экзамена — лица, имеющие права на поступление в военные училища, а с поверочным экзаменом по русскому языку, математике и физике — лица, окончившие шесть классов; экзамены производятся в августе, и поступающие принимаются по старшинству полученных баллов, причём главный штаб по числу имеющихся вакансий заранее определяет, какое число молодых людей той или другой категории по образованию может быть принято в училища.
Общий класс служил для пополнения среднего образования; в нём преподаются Закон Божий, русский язык, математика, физика, химия, география, история, гигиена, черчение и один из иностранных языков; некоторые из этих предметов заканчивались уже в специальных классах.
Из специально-военных предметов преподавались, по программам почти таким же, как в военных училищах, тактика, военная история, топография, фортификация, артиллерия, военная администрация, законоведение, военная география и воинские уставы, а в кавалерийских и казачьих училищах, кроме того, конно-саперное дело и иппология.
В неделю полагалось 27 уроков (по 50 минут); кроме того, были установлены практические занятия по тактике, топографическому черчению, военной администрации, законоведению и конно-саперному делу, а также обучение оружейному делу в мастерских.
Летом юнкера вывозились в лагеря, где, независимо от строевых упражнений, занимались в поле военно-глазомерными съемками, решением тактических задач и сапёрными работами.
Окончившие полный курс по результатам выпускных экзаменов, строевому образованию и поведению делились на 3 разряда и производились в офицеры на тех же основаниях, как и юнкера военных училищ, но исключительно в пехотные и кавалерийские части; первый разряд выпускался подпоручиками и корнетами с одним годом старшинства, второй разряд — теми же чинами без старшинства, третий разряд — унтер-офицерами с правом на производство в офицеры без экзамена, но не ранее как через год и не иначе как по ходатайству строевого начальства.
Все юнкерские училища состояли в ведении главных начальников военных округов и подчинялись начальникам окружных штабов; высший надзор за учебной частью во всех училищах принадлежал главному начальнику военно-учебных заведений, а за специально-кавалерийским делом — генерал-инспектору кавалерии.
Училища юнкерские постепенно преобразовывались в военные училища. В 1911 году все юнкерские училища были преобразованы в военные, и этот тип военно-учебных заведений перестал существовать.

## Перечень
На конец XIX столетия, существовали:
- Петербургское пехотное юнкерское училище[3];
- Виленское пехотное юнкерское училище[3];
- Киевское пехотное юнкерское училище[3];
- Одесское пехотное юнкерское училище[3];
- Чугуевское пехотное юнкерское училище[3];
- Московское пехотное юнкерское училище[3];
- Казанское пехотное юнкерское училище[3];
- Тифлисское пехотное юнкерское училище[3];
- Иркутское пехотное юнкерское училище[3];
- Рижское пехотное юнкерское училище[3];
- Елисаветградское кавалерийское юнкерское училище[3][6];
- Тверское кавалерийское юнкерское училище[3][6];
- Новочеркасское казачье юнкерское училище[4][3];
- Ставропольское казачье юнкерское училище[4][3];
- Оренбургское казачье юнкерское училище[4][3].